# La feria de San Bartolomé

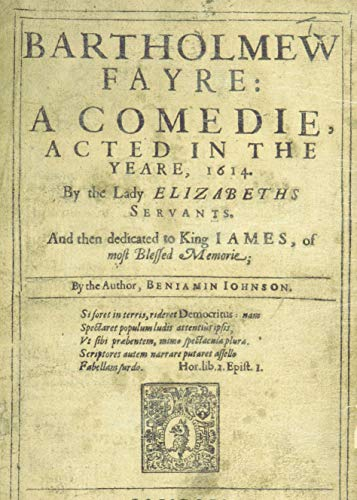
Libro original de La Feria de san Bartolomé de Ben Jonson.

La feria de san Bartolomé (Bartholomew Fair) es una comedia en cinco actos de Ben Jonson, la última de sus cuatro grandes comedias. Se representó por primera vez el 31 de octubre de 1614 en el Teatro Hope por la compañía de los Lady Elizabeth's Men. Escrita cuatro años después de El alquimista, cinco después de Epicene, o la Mujer Silenciosa, y nueve después de Volpone, es, en ciertos aspectos, la más experimental de estas obras.

## Primera edición
La obra se imprimió por vez primera en 1631, como parte de un planeado segundo volumen de la primera colección en folio de 1616 de las obras de Jonson, para ser publicada por el librero Robert Allot—aunque Jonson abandonó el plan porque estaba insatisfecho de la tipografía. Circularon copias de la versión de 1631, sin que se sepa si se vendió públicamente o se distribuyó de manera privada por Jonson. Se publicó en el segundo volumen del segundo folio de las obras de Jonson en 1640-1, publicado por Richard Meighen.

## Contenido y personajes
La obra transcurre durante la feria de San Bartolomé, que desde 1133 hasta 1855 fue una de las ferias de verano más destacadas de Londres. Se inauguraba todos los 24 de agosto en Smithfield, en la parte noroeste de la ciudad. Smithfield, un lugar de mataderos y ejecuciones públicas, era adecuado para una feria que era en parte comercial y en parte espectáculo. Atraía durante cuatro días a gente de todas las clases sociales inglesas.
La obra de Jonson utiliza esta feria como ambientación a un panorama de Londres inusualmente detallado y diverso a principios del siglo XVII. La obra transcurre en un solo día, y permite a Jonson no solo desarrollar una historia, sino también transmitir una vívida imagen de la feria, desde sus rateros y matones hasta los galanes.
La obra presenta como personajes al dramaturgo aficionado Littlewit y sus amigos, Quarlous y Winwife; planean rescatar a la viuda Dame Purecraft, suegra de Littlewit, del hipócrita puritano Zeal-of-the-Land Busy. Wasp es el irascible servidor de Cokes un palurdo que está en la ciudad para casarse con Grace Wellborn. Grace es pupila de Adam Overdo, cuñado de Cokes.

## Sátira de los puritanos
Jonson satiriza con esta obra a los puritanos. Aunque la violencia religiosa no era frecuente en la Inglaterra jacobina, aun estaba fresca en las mentes de todos, suscitando ansiedad y preocupación los elementos de un calvinismo extremo. Los dramaturgos, además, estaban preocupados por el puritanismo debido a que los puritanos se oponían al teatro casi desde el inicio. La hostilidad hacia el teatro no se limitaba a los separatistas o puritanos, en realidad muchos predicadores de las diversas iglesias atacaban las obras como profanas, pero los dramaturgos consideraban a los puritanos su principal amenaza.